# رباط عمقة (النادرة)

تعديل مصدري - تعديل

رباط عمقة هي إحدى قرى عزلة عمقة بمديرية النادرة التابعة لمحافظة إب، بلغ تعداد سكانها 496 نسمة حسب تعداد اليمن لعام 2004.